# Spyker B6 Venator

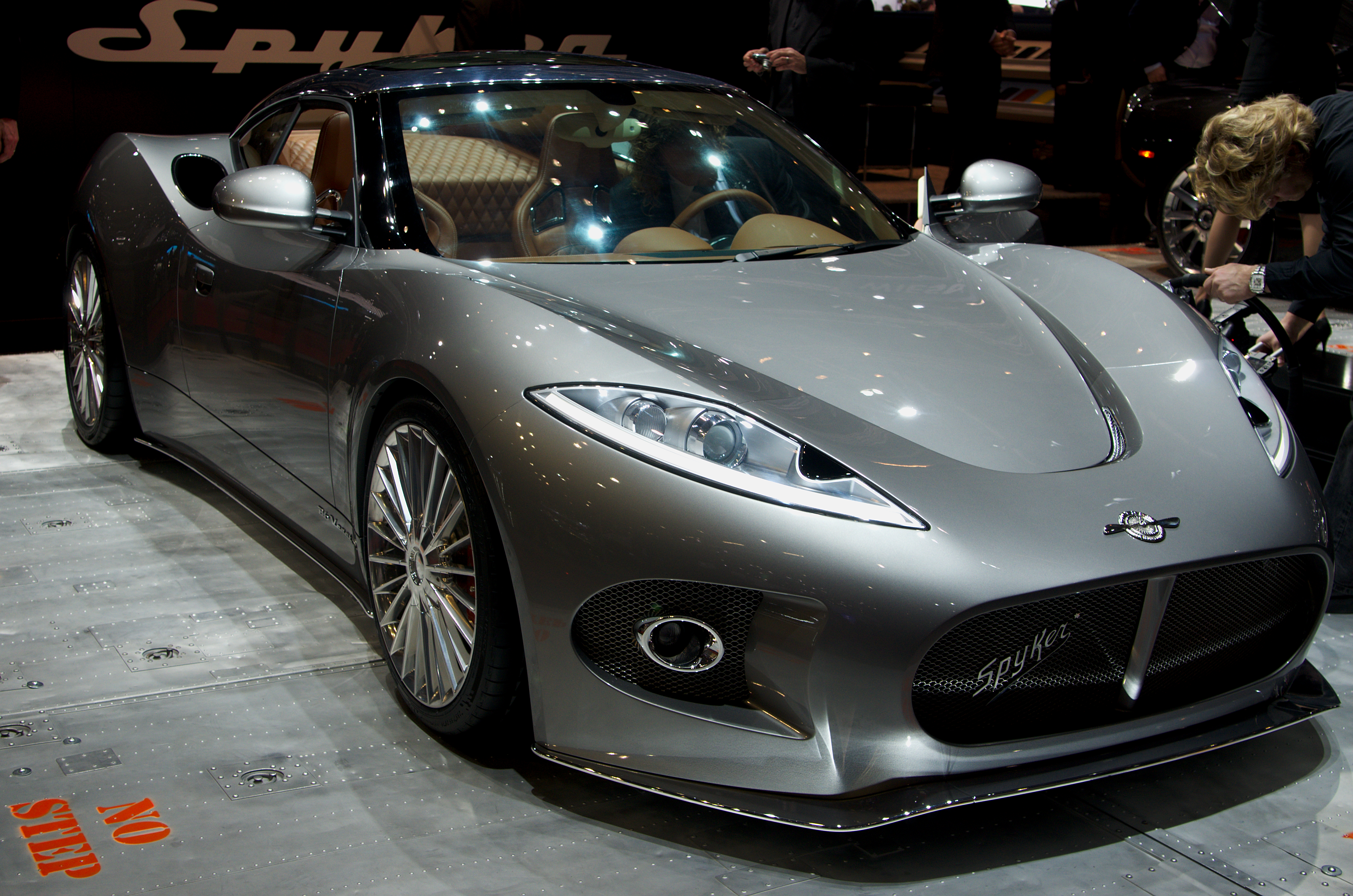
Spyker B6 Venator en el Salón del Automóvil de Ginebra de 2013.

El Spyker B6 Venator Concept es un coche deportivo de 2 puertas compacto, que ofrecerá al conductor exigente uno de los más altos estándares de una nueva elección, la entrega de una rara combinación de patrimonio, diseño, rendimiento y exclusividad. 
El Spyker B6 Venator Concept hace una declaración desafiante y contemporánea, alavés que rinde homenaje a su pasado, por lo que es inmediatamente reconocible como un Spyker. Diseño altamente detallado, los materiales hechos a medida y los elementos de la aviación, son la inspiración de una parte fundamental del ADN de Spyker.
Con el anuncio de esta maravilla de la ingeniería, Spyker , una vez más demuestra su axioma latino: " Nulla tenaci invia est via " - " Para el tenaz ningún camino es intransitable. El nombre " Venator " en latín significa el cazador, un movimiento de cabeza de nuevo a los aviones caza de combate de Spyker.

## Características

### Exterior
El Spyker B6 Venator Concept posee unas luces traseras led con unas características en 3D semejantes a la tobera de propulsión de tipo iris de un motor a reacción de un avión de combate moderno.
La parrilla del radiador tan característico de la marca hace referencias a los modelos de aviones Spyker del siglo anterior. En 1903 Spyker creó el logo Harkens que en el Venator nos retorna a una época en que Spyker construyó verdaderos corredores, como el Spyker 60CV.
El Spyker B6 de Venator posee vidrio con forma aerodinámica canopy parecido a los aviones y se extiende hacia atrás para minimizar la resistencia, y por lo tanto optimizar el rendimiento.
Las nuevas tomas de aire aerodinámicamente esculpidas se integran en el diseño contemporáneo del Spyker B6 Venator Concept.
Los nuevos faros, equipados con led de rieles ligeros, dan al coche una postura agresiva y a la vez deportiva, entre mezclando lo clásico con lo moderno.
Diseño altamente detallado, los materiales hechos a medida y los elementos de la aviación son una parte fundamental del ADN de Spyker. Con el anuncio del Spyker B6 Venator Concept, la empresa demuestra una vez más su axioma latino: "Nulla tenaci invia est via" - "Para el tenaz ningún camino es intransitable."
La luz de freno se ha esculpido en el diseño del panel trasero del Spyker B6 Venator para garantizar líneas de diseño que fluyen sin problemas, y demostrando una vez más la búsqueda del máximo detalle.
Elegantes ruedas agresivas de 19 “Turbofan” se presentan en acabado pulido espejo.
El Spyker B6 Venator Concept marca el siguiente paso en la evolución de Spyker Cars '. El diseño es un homenaje a su pasado mientras que hace una declaración desafiante contemporánea con un linaje que se remonta a muchos años atrás, por lo que el Spyker B6 Venator Concept es instantáneamente reconocible como un Spyker.

## Tecnología

### Motor y transmisión
- POSICIÓN DEL MOTOR: MONTAJE TRASERO-MID
- ORIENTACIÓN DEL MOTOR: TRANSVERSAL MONTANDO UN V6.
- POTENCIA MÁXIMA : 375 + BHP.
- TIPO DE TRANSMISIÓN: RWD.
- TRANSMISIÓN: 6-SPD AUTO

### Dimensiones y pesos
- LONGITUD OVERAL: 4347 MM
- DISTANCIA ENTRE EJES: <2.500 MM
- PESO EN VACÍO: <1,400 KG
- DISTRIBUCIÓN DEL PESO: <42/58%

## Interior
En torno al interior, está elaborado con los mejores materiales, es inusualmente amplio y abierto para ser un coche deportivo, y con las luces y el vidrio similar a una cabina de avión.  Spyker utiliza el mejor cuero y aluminio, lo que le proporciona la autenticidad y la sustancia y el uso de plásticos se reduce a cero.
Flick de la tapa roja en el interruptor de encendido para evocar el espíritu de comenzar un avión. Active el interruptor de encendido y escuche el "clack" tranquilizador como el interruptor de aluminio se mueve en su lugar. Vea el cuadro de mandos se ilumina como parte de su 'control de prevuelo. Al pulsar el botón del motor de arranque / parada da vida a un potente motor V6 que entrega 375 + bhp.
El mecanismo de cambio de marcha de la marca, se encuentra expuesto, Syker se inspiró en los primeros controles de aviones de su herencia aeronáutica y proporciona un sentido de la ocasión y de la artesanía que demuestra que la estética y la función no necesitan ser separados.
Spyker cree en el uso de materiales auténticos de la verdadera calidad y sustancia, para cualquier área se puede ver. El plástico se evita deliberadamente para garantizar el mayor uso posible de los materiales "puros".
Como una característica única de Spyker, usted puede optar por tener una fascia de aluminio torneado. Visto en los aviones de los años 1920 y 30, el efecto inicial se logró con la mano, 'girar' el metal o finas virutas en el tablero de instrumentos con un corcho.
Los diales estándar se pueden actualizar a esferas molidas, biseles y los interruptores, para un mayor nivel de sensibilidad táctil y la ventaja de saber que las habilidades empleadas en la fabricación de relojes exquisitos se está aplicando a su automóvil.
El cuero es originario de la gama Litano producido por los Reales Hulshof holandeses Tenerías. Hulshof utiliza únicamente pieles de toro de primera elección de Europa Occidental y el proceso especial «curtido» se produce en una rica paleta de colores y un tacto sedoso con irresistible tacto súper suave y cálido.
El diamante de la marca de Spyker es su cosido con un acolchado acabado, está disponible como una opción, o como costuras en contraste, y un interior Alcantara. Los clientes que buscan lo último en personalización contarán con propuestas de diseño para ayudar a hacer una elección informada.
.

## Marcas afiliadas y competencias
El Spyker B6 Venator ha llegado con un objetivo cuanto menos ambicioso: cruzarse entre el cliente y el Porsche 911 para ofrecerle al primero una alternativa más exclusiva, más extravagante, con el encanto de “lo raro”. Un nuevo deportivo en el seno de la firma de los Países Bajos que parece que recurrirá a Lotus para su mecánica.
Con motivo del pasado Salón de Ginebra Spyker volvía a la actualidad para mostrarnos un nuevo cupé deportivo que con un precio parejo al del Porsche 911, una buena cifra de potencia y los particulares rasgos propios de Spyker en su diseño. Meses más tarde, a mediados de agosto se presentaba también la alternativa descapotable, el Spyker B6 Venator Spyder. Ahora sabemos que ambos, tanto el cupé como el cabrio, podrían contar con un motor con el sello de Lotus.
De acuerdo con una carta enviada por Victor Muller, consejero delegado de Spyker, a los clientes potenciales de la marca, Spyker contaría con Lotus para abastecer mecánicamente a su nuevo deportivo, que recordemos, está dotado con un bloque de 6 cilindros con una disposición en “uve”.
Pocos detalles han trascendido hasta la fecha de este bloque. Sabíamos que se trataba de un V6 de unos 375 CV entregados al eje trasero y con una disposición central-trasera asociado a una transmisión automática de 6 velocidades. Ahora, además, sabemos que este propulsor podría tener origen Lotus desarrollado a su vez, originalmente, por Toyota. Además, según esta carta, se habla de que los primeros 100 clientes del Spyker B6 Venator accederán a una edición especial, asociándose para ello con el fabricante de relojes suizos Chronoswiss. La producción se espera que se inicie en noviembre de 2014, solicitándose ya un depósito inicial de 20.000 euros para un precio final que rondará los 110.000 euros para el cupé. 

### Mercado
El B6 Venator Spyder Concept comenzará su producción a finales de 2014 para Europa, Oriente Medio, Asia-Pacífico y la India. A principios de 2015 se comercializará en EE. UU. Se lanzaran en ediciones limitadas y se espera que se inicie su producción en noviembre de 2014, solicitándose ya un depósito inicial de 20.000 euros para un precio final que rondará los 110.000 euros para el coupé.